# Headlong
„Headlong“ je píseň britské rockové skupiny Queen, napsaná kytaristou Brianem Mayem. Byla vydána na studiovém albu Innuendo z roku 1991. May měl původně v úmyslu píseň nahrát a zařadit do svého tehdy připravované sólového alba Back to the Light (1992), ale když uslyšel zpívat skladbu zpěváka skupiny Freddieho Mercuryho, rozhodl se, že by Queen mohli natočit i svou verzi. Stejně jako u všech písní od roku 1989 bylo autorství písně připsáno celé kapele.
Píseň byla dne 14. ledna 1991 v USA vydána jako singl, který se tak stal prvním singlem vydaným v USA na základě smlouvy kapely s hudebním vydavatelstvím Hollywood Records. Ve Spojeném království byl tento singl vydán až o čtyři měsíce později dne 13. května 1991.

## Videoklip
Videoklip k písni byl natočený v listopadu a prosinci 1990 a stal se jedním z posledních videoklipů skupiny Queen natočených se zpěvákem Freddiem Mercurym. Video zobrazuje kapelu ve studiu, kde nahrávají a mixují tuto píseň. Tyto záběry jsou prokládány pohledy na kapelu jak se smějí, a užívají si společných chvil ve studiu.

## Seznam skladeb
Všechny skladby napsal(i) Queen. 
| 7" vinyl singl | 7" vinyl singl | 7" vinyl singl | 7" vinyl singl |
| Pořadí         | Název          | Strana         | Délka          |
| -------------- | -------------- | -------------- | -------------- |
| 1.             | Headlong       | A              | 4:38           |
| 2.             | A God's People | B              | 4:21           |
| Celková délka: | Celková délka: | Celková délka: | 8:59           |

| 12" a CD singl | 12" a CD singl | 12" a CD singl | 12" a CD singl |
| Pořadí         | Název          | Strana         | Délka          |
| -------------- | -------------- | -------------- | -------------- |
| 1.             | Headlong       | A              | 4:38           |
| 2.             | A God's People | B              | 4:21           |
| 3.             | Mad The Swine  | B              | 3:19           |
| Celková délka: | Celková délka: | Celková délka: | 12:18          |

## Obsazení nástrojů
- Freddie Mercury – hlavní zpěv, doprovodné vokály
- Brian May – elektrická kytara (Red Special), klavír, klávesy, programování, doprovodné vokály
- Roger Taylor – bicí, doprovodné vokály
- John Deacon – basová kytara, doprovodné vokály

## Umístění v žebříčcích
| Žebříček (1991)             | Nejvyšší umístění | Počet týdnů |
| --------------------------- | ----------------- | ----------- |
| Canadian Singles Chart      | 25                | 11          |
| Dutch Singles Chart         | 43                | 8           |
| Irish Singles Chart         | 25                | 2           |
| UK Singles Chart            | 14                | 4           |
| U.S. Mainstream Rock Charts | 3                 | 10          |